# ماونت فيرنون (نيويورك)
ماونت فيرنون (بالإنجليزية: Mount Vernon)‏ هي مدينة في ولاية نيويورك الأمريكية.
يبلغ عدد سكانها حسب تعداد سنة 2000: 68,381 نسمة. ويبلغ عددهم حسب تقدير 2007 حوالي:67,882 نسمة.

## التركيبة السكانية
حدّد مكتب تعداد الولايات المتحدة بيانات التركيبة السكانية لماونت فيرنون في تعداد الولايات المتحدة. في ما يلي، التركيبة السكانية حسب تعدادي 2000 و2010.

### تعداد عام 2000
بلغ عدد سكان ماونت فيرنون 68,381 نسمة بحسب تعداد عام 2000، وبلغ عدد الأسر 25,729 أسرة وعدد العائلات 16,669 عائلة مقيمة في المدينة. في حين سجلت الكثافة السكانية 5,987.8 نسمة لكل كيلومتر مربع (15,508.3/ميل2). وبلغ عدد الوحدات السكنية 27,048 وحدة بمتوسط كثافة قدره 2,368.5 لكل كيلومتر مربع (6,134.4/ميل2).
وتوزع التركيب العرقي للمدينة بنسبة 28.63% من البيض و59.58% من الأمريكيين الأفارقة و0.32% من الأمريكيين الأصليين و2.12% من الأمريكيين ذوي الأصول الآسيوية و0.06% من سكان جزر المحيط الهادئ و4.85% من الأعراق الأخرى و4.44% من عرقين مختلطين أو أكثر و10.36% من الهسبانيون أو اللاتينيون من أي عرق.
بلغ عدد الأسر 25,729 أسرة كانت نسبة 36.6% منها لديها أطفال تحت سن الثامنة عشر تعيش معهم، وبلغت نسبة الأزواج القاطنين مع بعضهم البعض 36.9% من أصل المجموع الكلي للأسر، ونسبة 23% من الأسر كان لديها معيلات من الإناث دون وجود شريك، بينما كانت نسبة 4.9% من الأسر لديها معيلون من الذكور دون وجود شريكة وكانت نسبة 35.2% من غير العائلات. تألفت نسبة 30% من أصل جميع الأسر من عدة أفراد يعيشون في نفس المنزل ونسبة 10.7% كانت تتألف من شخص يعيش بمفرده يبلغ من العمر 65 عاماً أو أكثر. وبلغ متوسط حجم الأسرة المعيشية 2.63، أما متوسط حجم العائلات فبلغ 3.27.
بلغ العمر الوسطي للسكان 35.8 عاماً. وكانت نسبة 25.2% من القاطنين تحت سن الثامنة عشر، وكانت نسبة 8.3% بين الثامنة عشر والرابعة والعشرين عاماً، ونسبة 31% كانت واقعةً في الفئة العمرية ما بين الخامسة والعشرين والرابعة والأربعين عاماً، ونسبة 22.3% كانت ما بين الخامسة والأربعين والرابعة والستين، ونسبة 12.2% كانت ضمن فئة الخامسة والستين عاماً فما فوق. يوجد لكل 100 أنثى 82.6 ذكر، ويوجد لكل 100 أنثى في الثامنة عشر من عمرها فما فوق 77.3 ذكر.
بلغ متوسط دخل الأسرة في المدينة 41,128 دولارًا، أما متوسط دخل العائلة فبلغ 49,573 دولارًا. وكان متوسط دخل الذكور 36,493 دولارًا مقابل 32,871 دولارًا للإناث. وسجل دخل الفرد الخاص بالمدينة 20,827 دولارًا. وكانت نسبة 11.8% من العائلات ونسبة 14.2% من السكان تحت خط الفقر، وكان من هؤلاء نسبة 18.7% تحت سن الثامنة عشر ونسبة 13.7% في الخامسة والستين من العمر وما فوق.

### تعداد عام 2010
بلغ عدد سكان ماونت فيرنون 67,292 نسمة بحسب تعداد عام 2010، وبلغ عدد الأسر 26,260 أسرة وعدد العائلات 16,331 عائلة مقيمة في المدينة. في حين سجلت الكثافة السكانية 5,892.5 نسمة لكل كيلومتر مربع (15,261.5/ميل2). وبلغ عدد الوحدات السكنية 28,990 وحدة بمتوسط كثافة قدره 2,538.5 لكل كيلومتر مربع (6,574.7/ميل2).
وتوزع التركيب العرقي للمدينة بنسبة 24.33% من البيض و63.41% من الأمريكيين الأفارقة و0.46% من الأمريكيين الأصليين و1.84% من الأمريكيين ذوي الأصول الآسيوية و0.05% من سكان جزر المحيط الهادئ و6.17% من الأعراق الأخرى و3.74% من عرقين مختلطين أو أكثر و14.25% من الهسبانيون أو اللاتينيون من أي عرق.
بلغ عدد الأسر 26,260 أسرة كانت نسبة 33.5% منها لديها أطفال تحت سن الثامنة عشر تعيش معهم، وبلغت نسبة الأزواج القاطنين مع بعضهم البعض 32% من أصل المجموع الكلي للأسر، ونسبة 24.4% من الأسر كان لديها معيلات من الإناث دون وجود شريك، بينما كانت نسبة 5.7% من الأسر لديها معيلون من الذكور دون وجود شريكة وكانت نسبة 37.8% من غير العائلات. تألفت نسبة 32.8% من أصل جميع الأسر من عدة أفراد يعيشون في نفس المنزل ونسبة 11.7% كانت تتألف من شخص يعيش بمفرده يبلغ من العمر 65 عاماً أو أكثر. وبلغ متوسط حجم الأسرة المعيشية 2.53، أما متوسط حجم العائلات فبلغ 3.22.
بلغ العمر الوسطي للسكان 38.4 عاماً. وكانت نسبة 22.9% من القاطنين تحت سن الثامنة عشر، وكانت نسبة 9.2% بين الثامنة عشر والرابعة والعشرين عاماً، ونسبة 27.5% كانت واقعةً في الفئة العمرية ما بين الخامسة والعشرين والرابعة والأربعين عاماً، ونسبة 26.5% كانت ما بين الخامسة والأربعين والرابعة والستين، ونسبة 13.8% كانت ضمن فئة الخامسة والستين عاماً فما فوق. وتوزع التركيب الجنسي للسكان بنسبة 45.4% ذكور و54.6% إناث.

## أعلام
- دايفيد شايس
- ديفيد ماكليلاند
- إيتا جونز
- إي. بي. وايت
- فيكتور هس
- أرت بوكوالد
- مايكل إمبريولي
- ري كامينغز
- جيمس أنتوني بايلي
- ويليام هارت